# Crassula bergioides
Crassula bergioides är en fetbladsväxtart som beskrevs av William Henry Harvey. Crassula bergioides ingår i släktet krassulor, och familjen fetbladsväxter. Inga underarter finns listade i Catalogue of Life.